# Boisse-Penchot
Boisse-Penchot is een gemeente in het Franse departement Aveyron (regio Occitanie) en telt 532 inwoners (2005). De plaats maakt deel uit van het arrondissement Villefranche-de-Rouergue.

## Geschiedenis
Al in de 15e eeuw werd er in het bekken van Aubin op artisanale wijze steenkool gewonnen. Aan het begin van de 19e eeuw groeiden de steenkoolmijnen en kwam er ook metaal- en chemische industrie. In Boisse-Penchot kwam er een glasfabriek.

## Geografie
De oppervlakte van Boisse-Penchot bedraagt 4,6 km², de bevolkingsdichtheid is 115,7 inwoners per km².
De gemeente wordt in het noorden begrensd door de Lot.

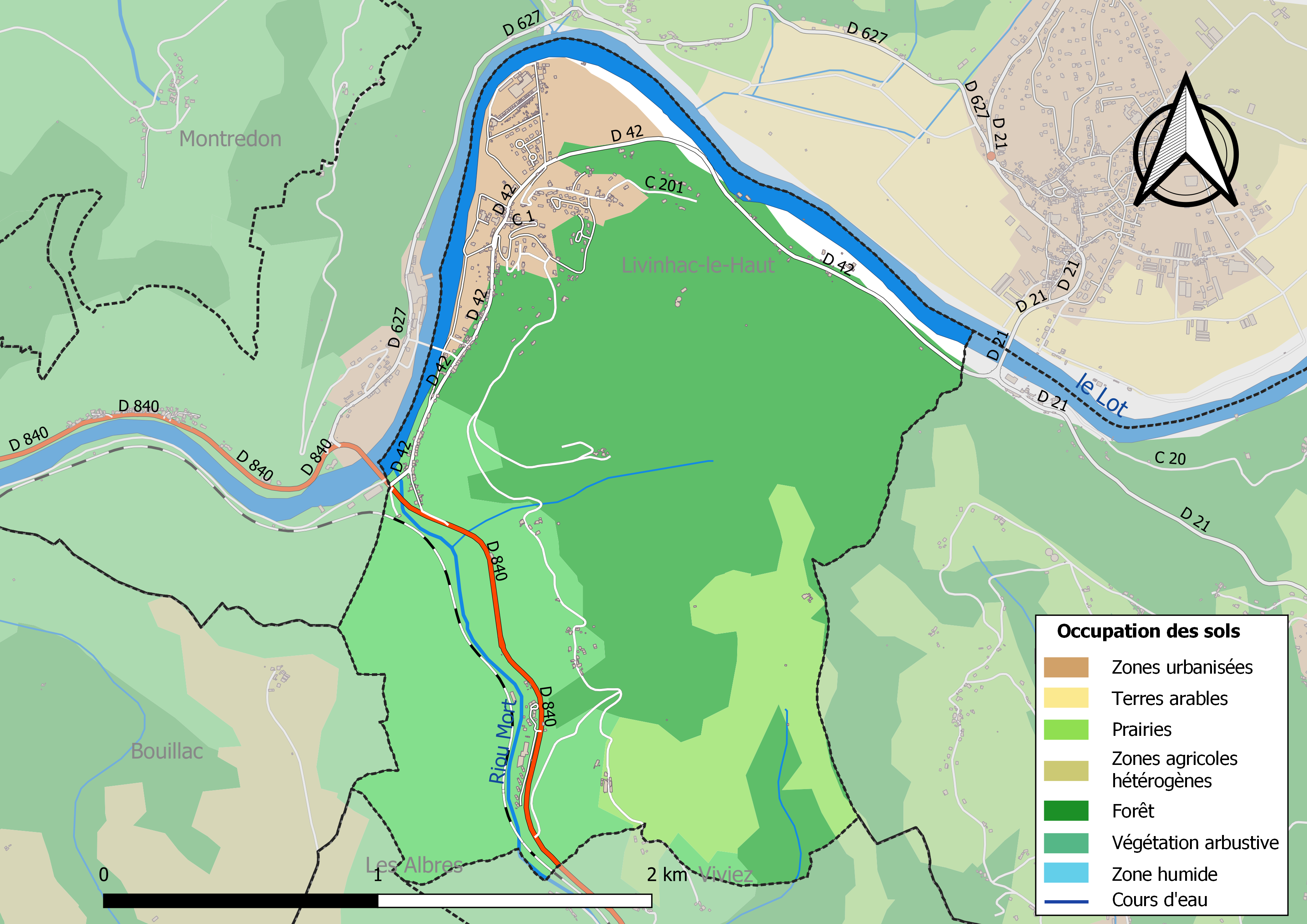
Kaart van de gemeente met de belangrijkste infrastructuur, bodemgebruik en omliggende gemeenten

## Demografie
Onderstaande figuur toont het verloop van het inwonertal (bron: INSEE-tellingen).

Vanwege een beveiligingsprobleem met de MediaWiki Graph-software is het momenteel niet mogelijk deze grafiek weer te geven. Zodra de software is bijgewerkt zal de grafiek vanzelf weer zichtbaar worden.